# Georg Johann Mattarnovi
Georg Johann Mattarnovi (en russe : Георг Иоганн Маттарнови), mort le 2 novembre 1719 à Saint-Pétersbourg, est un architecte et sculpteur allemand, qui a travaillé à Saint-Pétersbourg. Il établit un projet d'aménagement du quartier de l'Amirauté. De ses projets n'ont été conservés que le bâtiment de la Kunstkamera et une partie de la façade du Palais d'Hiver de Pierre Ier. C'est un élève de l'architecte et sculpteur allemand Andreas Schlüter.

## Biographie
La date et le lieu de naissance de Mattarnovi ne sont pas connus avec précision. On trouve des historiens qui prétendent que son vrai nom est Jurgen Mattarn, né au milieu des années 1660 (peut-être en 1677), à Heiligenbeil (aujourd'hui Mamonovo, dans l'actuelle enclave russe de Kaliningrad). Mattarnovi débute, encore étudiant, comme assistant de l'architecte allemand Andreas Schlüter. De 1696 à 1711, il est sculpteur du margraviat de Brandebourg à Schwedt-sur-Oder. En 1714, il part à Saint-Pétersbourg avec Schlüter. Après la mort de ce dernier, la même année 1714, il poursuit ses projets.
Mattarnovi est enterré en 1719, dans un cimetière non orthodoxe de la cathédrale Saint-Samson. Sa tombe n'a pas été conservée jusqu'à aujourd'hui.

## Réalisations à Saint-Pétersbourg

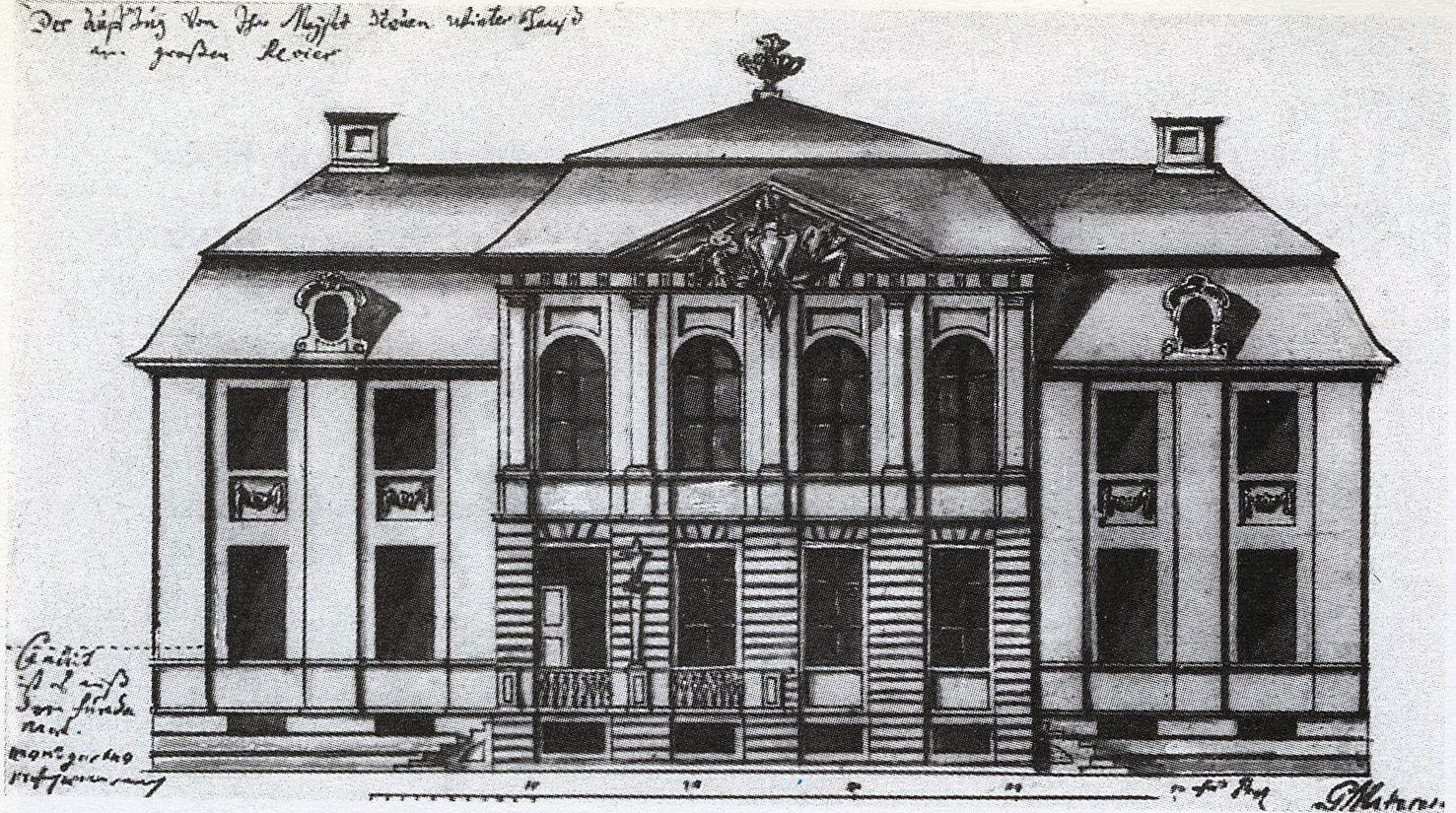
Façade du Palais d'Hiver de Pierre Ier. 1716.

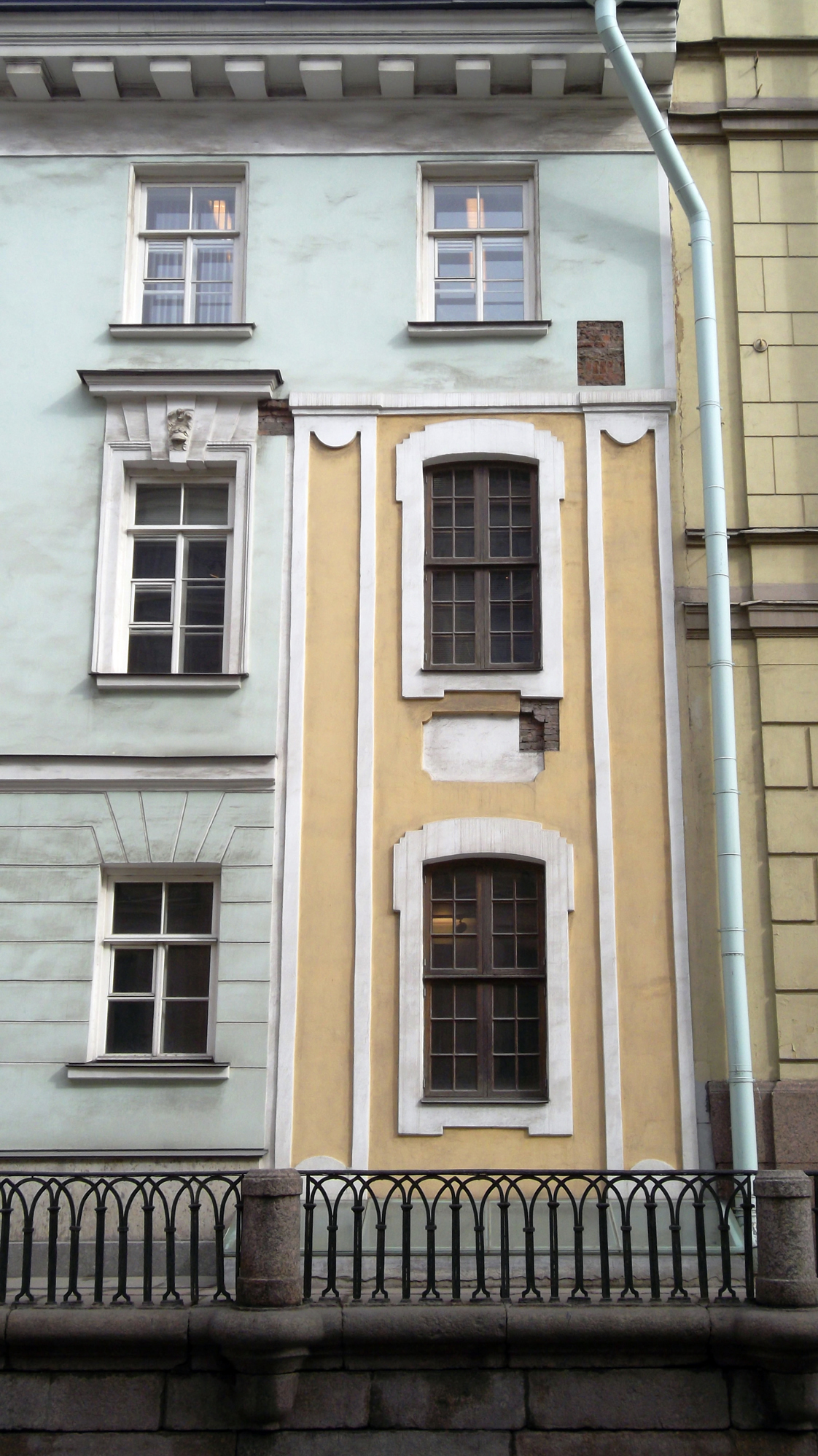
Partie subsistant de la façade du Palais d'Hiver de Pierre le Grand

En 1716, Mattarnovi établit les projets et commence la construction du Palais d'Hiver de Pierre Ier. Ce sont des parties de ce palais découvertes au XXe siècle, qui font partie du bâtiment du Théâtre de l'Ermitage, qui ont servi de base à la restauration de ce qui reste du palais et à créer une exposition sur une réalisation remarquable de l'époque de Pierre le Grand. En 1717, il commence son projet de construction de l'église Saint-Isaac le Dalmate (à l'emplacement où sera construite plus tard la Cathédrale Saint-Isaac de Saint-Pétersbourg).
En 1718, un avant sa mort, Mattarnovi commence la construction de la Kunstkamera, qui sera terminée en 1727, après sa mort, par différents autres architectes.
Il participe, dans les années 1710, à la construction d'une partie du Palais Menchikov et encore du Palais d'Été de Pierre Ier, dans le Jardin d'Été.
En 1715-1719, il participe à la réalisation d'une grotte décorative au jardin d'Été. Il construit également dans ce jardin deux pavillons et une galerie-colonnade dans laquelle est installée une statue de Vénus.
Il s'est également chargé de la construction de maisons sociales pour les employés de la chancellerie de la ville sur l'île Petrogradski.